# Ncojane
Ncojane is een dorp in het district Ghanzi in Botswana. De plaats telt 1958 inwoners (2011).